# Vojvodstvo Bretanja
Vojvodstvo Bretanja (bretonski: Dugelezh Vreizh, francuski: Duché de Bretagne) je bila srednjovjekovana plemenska i feudalna država koja se nalazila na poluotoku Armorici, zapadno od Mont-Saint-Michela i sjeverno od Nantesa (Naoneda), uključujući Rennes (Roazhon) i Vannes (Gwened). Najvećim dijelom je pokrivala povijesnu Bretanju, regiju snažne tradicije neovisnosti, uključujući i osebujnu kulturu i bretonski jezik, a koja je bila veća od istoimene francuske pokrajine koja danas nosi to ime, Bretanja.
Uključenje Bretanje u Karolinško Carstvo osiguralo je da političke i društvene ustanove budu slične onima koje su bile u Zapadnoj Franačkoj. Sve do 10. stoljeća Bretanju su pogađali česti vikinški napadi i vojvodska je vlast bila slaba.
Franački vladari su kao obrambeni pojas prema njima uspostavili Bretonsku marku, dijelom maraka Neustrije.
Bretanja nije imala posebni glavni grad. Kao glavni gradovi su de facto funkcionirali Nantes, Rennes i Vannes. Službeni jezik je bio francuski, a stanovnici su se služili bretonskim i jezikom gallo. Naslov bretanjskog monarha je bio vojvoda, a jedno vrijeme i kralj.
Važni povijesni događaji ovog vojvodstva su bitka kod Jenglanda od 22. kolovoza 851., koja je dovela do Angerskog sporazuma u rujnu 851., čime je osigurana bretanjska neovisnost. Drugi važni događaj je Unija Bretanje i Francuske od 13. kolovoza 1532., koji je bio međukorak kojim je Francuska apsorbirala Vojvodstvo Bretanju u svoj sastav. 

## Vanjske poveznice
- Rodoslovlje bretanjskih vladara